# ناحیه کورونیگالا
ناحیه کورونیگالا (به لاتین: Kurunegala District) یک ناحیه در سری‌لانکا است که در استان شمال غربی، سری‌لانکا واقع شده‌است.

## خصوصیات
ناحیه کورونیگالا ۴٬۸۱۶ کیلومترمربع مساحت و ۱٬۵۱۱٬۰۰۰ نفر جمعیت دارد.